# Балакулболды
Балакулболды — культово-погребальный комплекс эпохи ранней и средней бронзы. Находится у восточного подножия горы Балакулболды, в 60 км к северо-западу от Каркаралинска. Включает около 200 круглых, прямоугольных и квадратных каменных ограждений. Внутри оград — каменные ящики с погребёнными в сидячем или полусогнутом положении. Все погребения ограблены. Обнаружен скелет человека, в тазовой кости которого торчал острый бронзовый наконечник стрелы. В комплекс входит также сооружение (длина 5,6 м, ширина 5 м, высота 1,1 м) с высокими менгирами («сторожевыми камнями») на углах. Внутри обнаружен каменный очаг с остатками жертвенного костра. В 1969 году Центрально-Казахстанская археологическая экспедиция (рук. А. Х. Маргулан) раскопала около 20 объектов.